# Bhujanganagar, Sandur
Bhujanganagar là một làng thuộc tehsil Sandur, huyện Bellary, bang Karnataka, Ấn Độ.